# هنري كوهن (حاخام)
هنري كوهن (بالإنجليزية: Henry Cohen)‏ هو حاخام أمريكي، ولد في 7 أبريل 1863 في لندن في المملكة المتحدة، وتوفي في 12 يونيو 1952 في غالفستون في الولايات المتحدة.